# Carn deshidratada

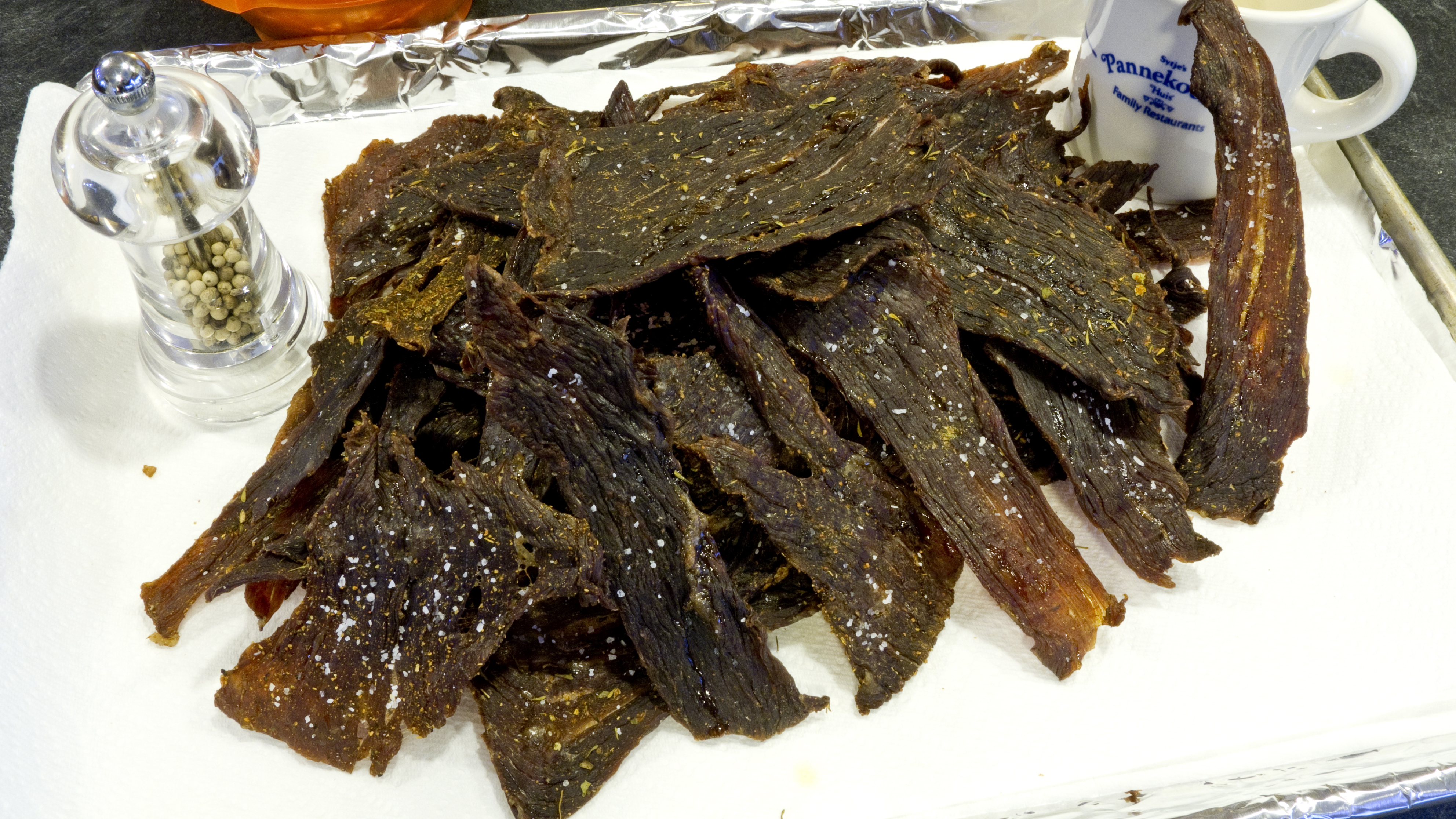
Carn deshidratada de la varietat anomenada jerky.

La carn deshidratada o assecada, és carn tallada en peces petites i exposada a l'aire lliure, procurant que perdi qualsevol humitat que contingui al principi del procés.
Inicialment fou un sistema per a conservar la carn que no es podia consumir de forma immediata. Les tradicions culinàries regionals, en incorporar els productes deshidratats a algunes receptes típiques, transformaren aquests recursos d'emergència en veritables requisits.

## Denominacions reconegudes
Una llista representativa de productes basats en carns assecades, produïts arreu del món, permet palesar la gran difusió d'aquest sistema de conserva.
- Aliya[1]
- Bakkwa o rougan (Xina).[2]
- Biltong[3]
- Bògoǫ,[4]
- Borts (Mongòlia).[5]
- Breasaola o bresaola[6]
- Bresi (brési).[7]

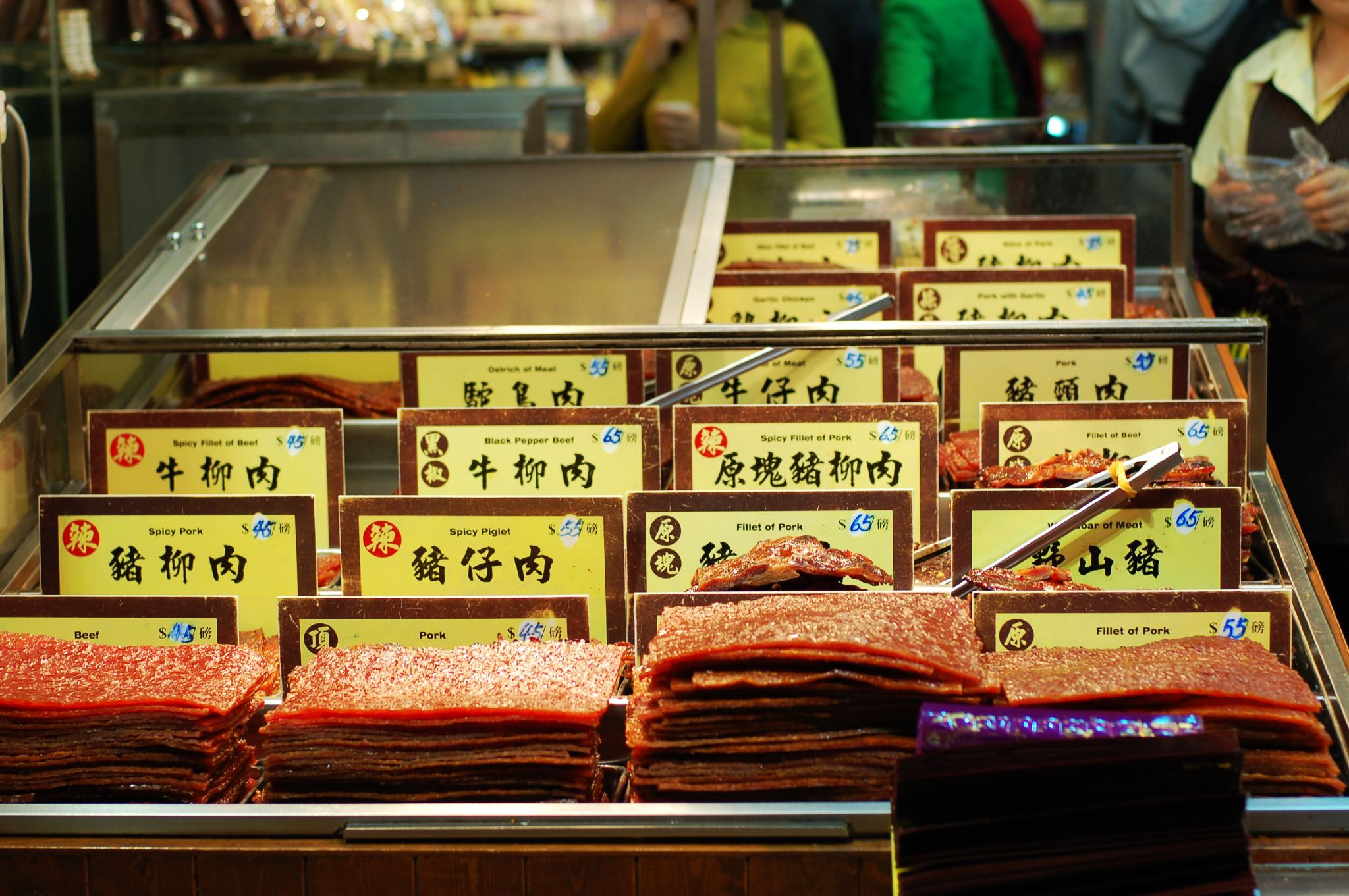
Peces de bakkwa en un aparador
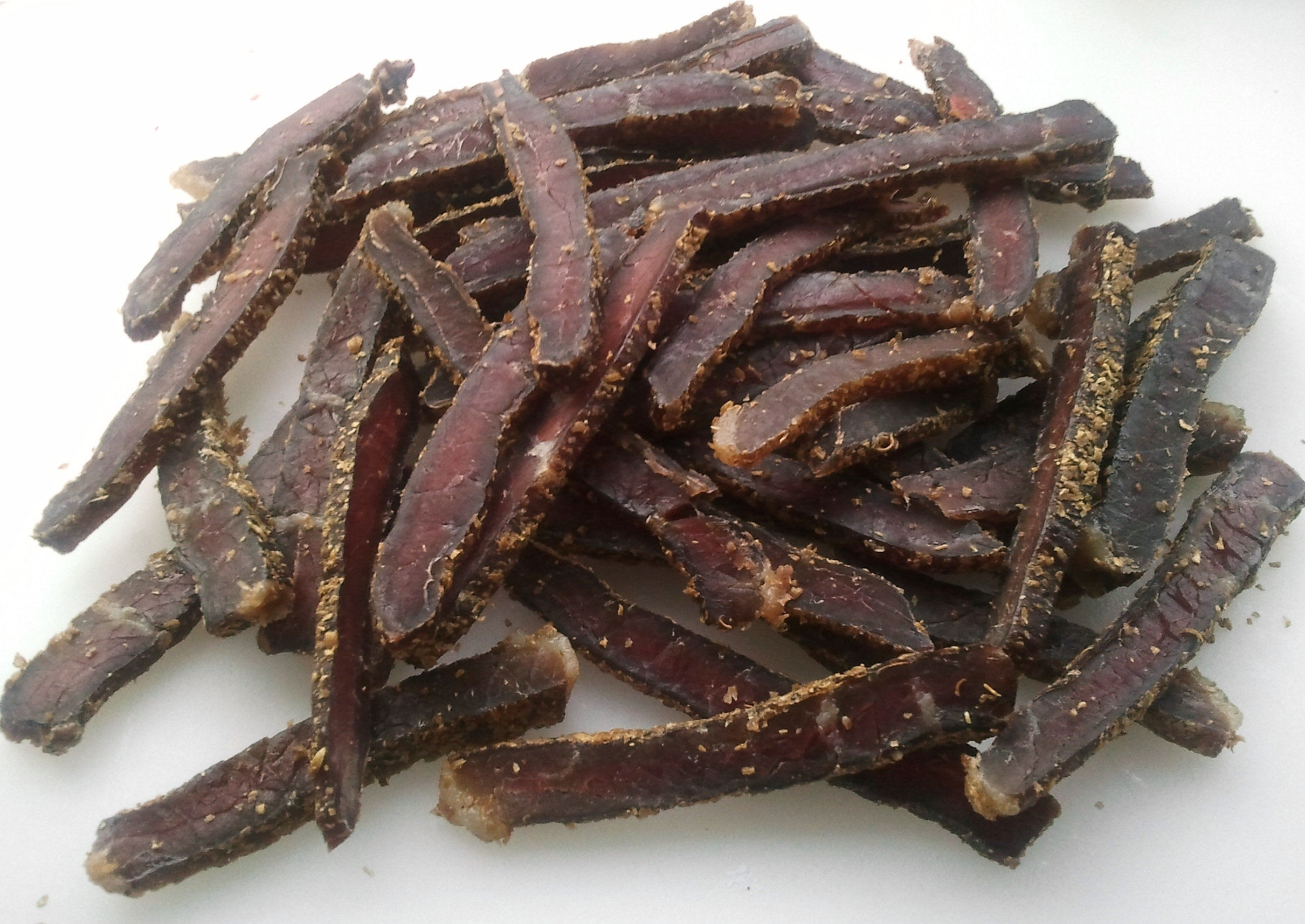
Tires de biltong
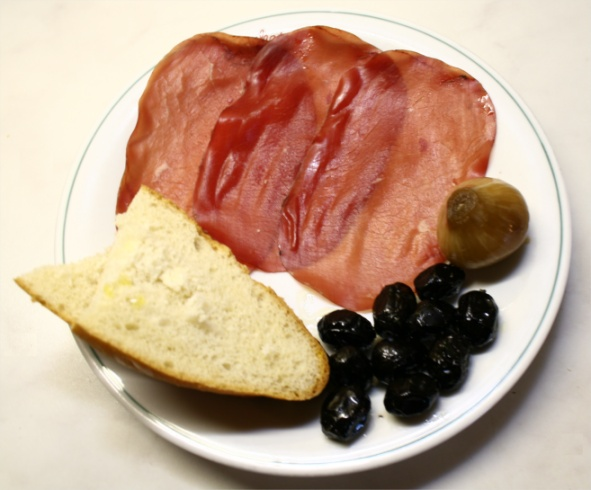
Tres peces de bresaola en un plat; amb una llesca de pa, olives i alls
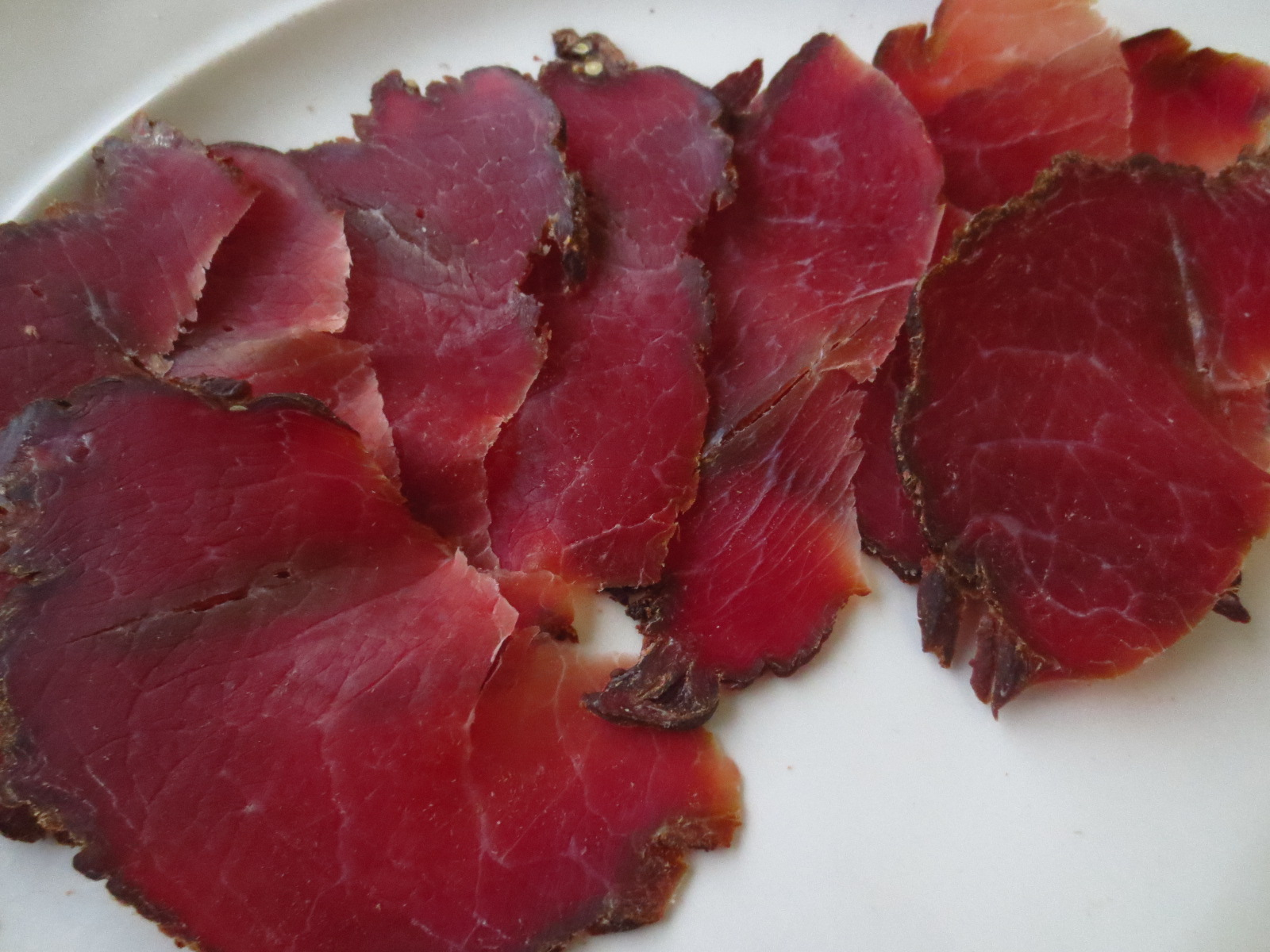
Brési tallat a peces

- Bündnerfleisch,Viande des Grisons.[8]
- Carne-de-sol (Brasil), carne-de-sertão, carne serenada, carne-de-viagem, carne-mole, carne-do-vento, cacina o carne acacinada.[9]
- Carne seca (Mèxic).[10]
- Cecina,[11]
- Charqui,[12][13][14]

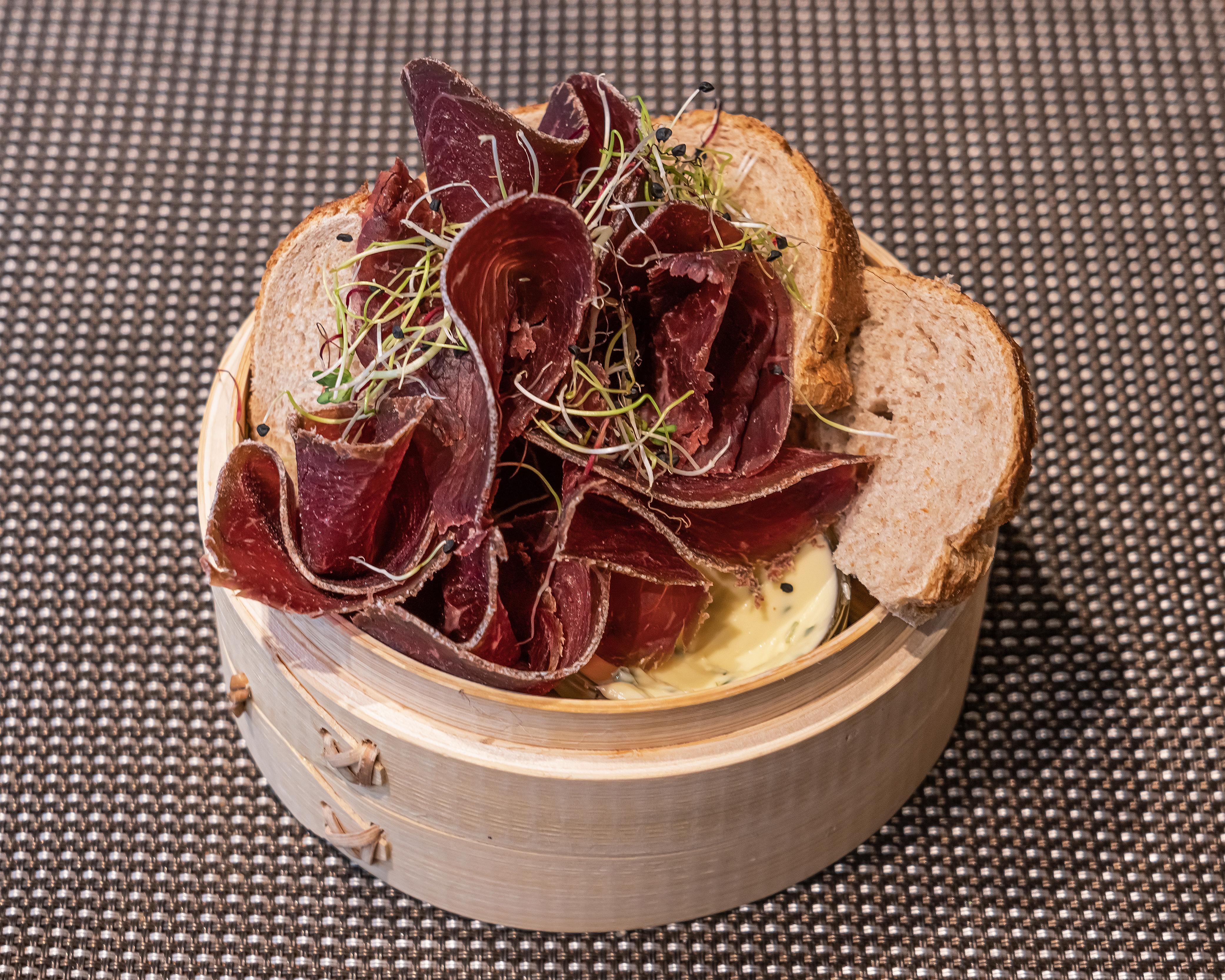
Buendnerfleisch
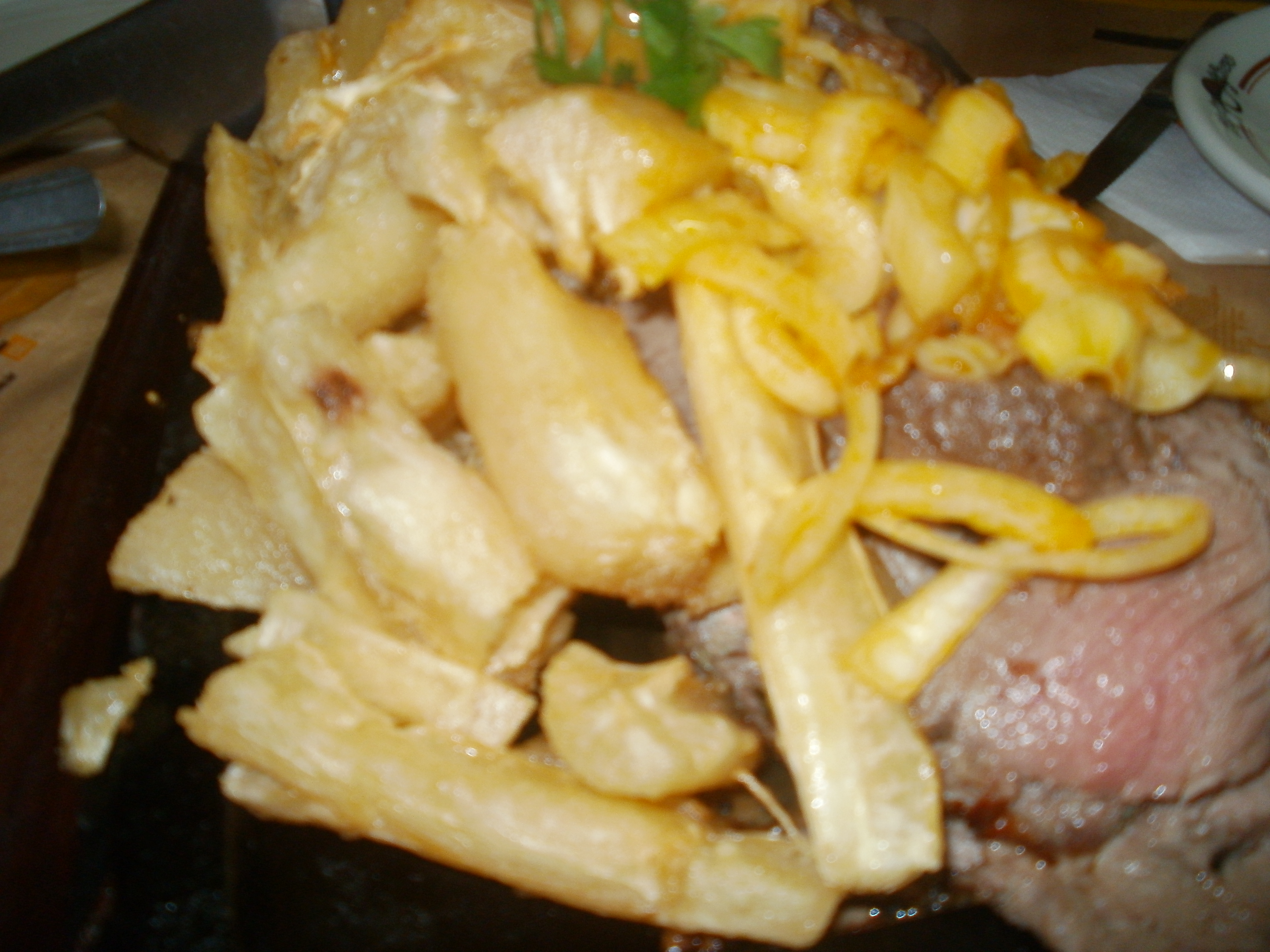
Plat preparat amb carne de sol
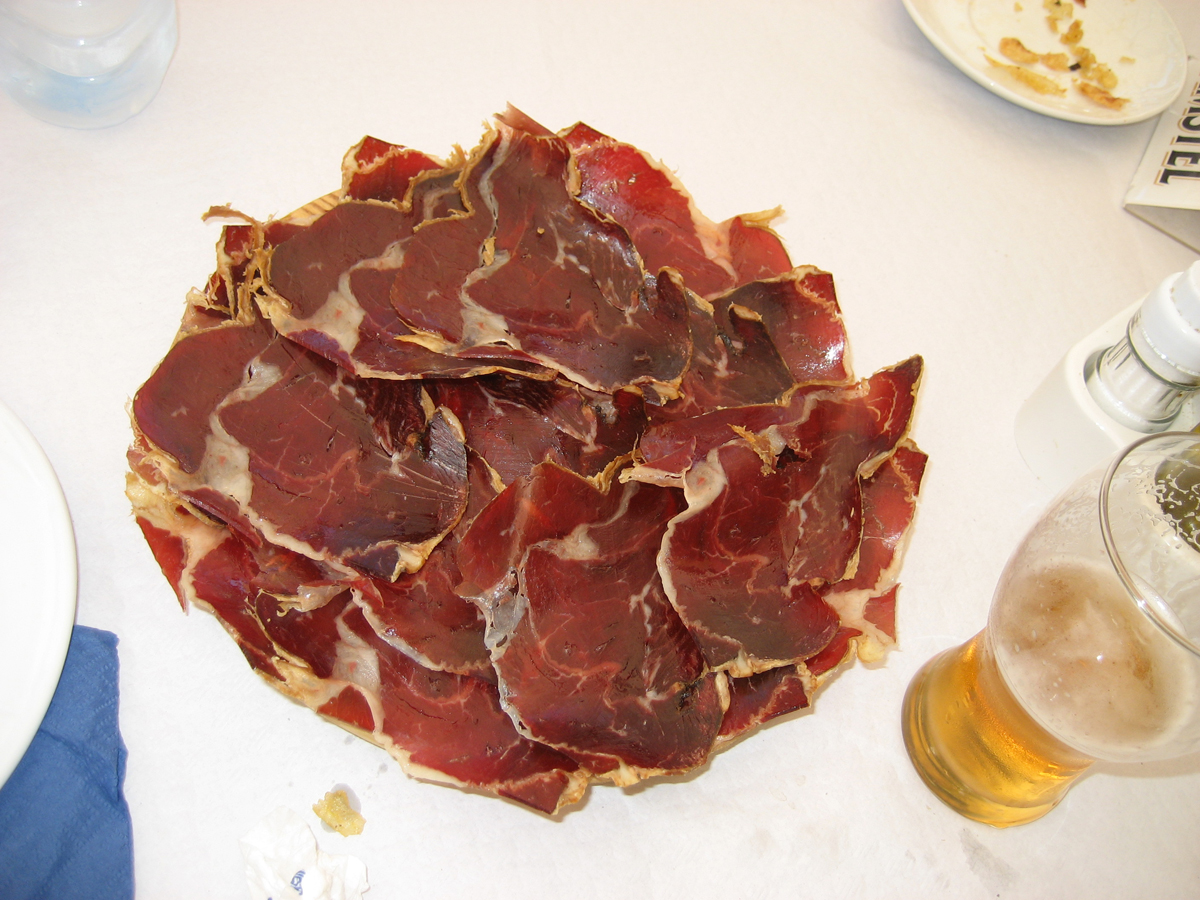
Cecina
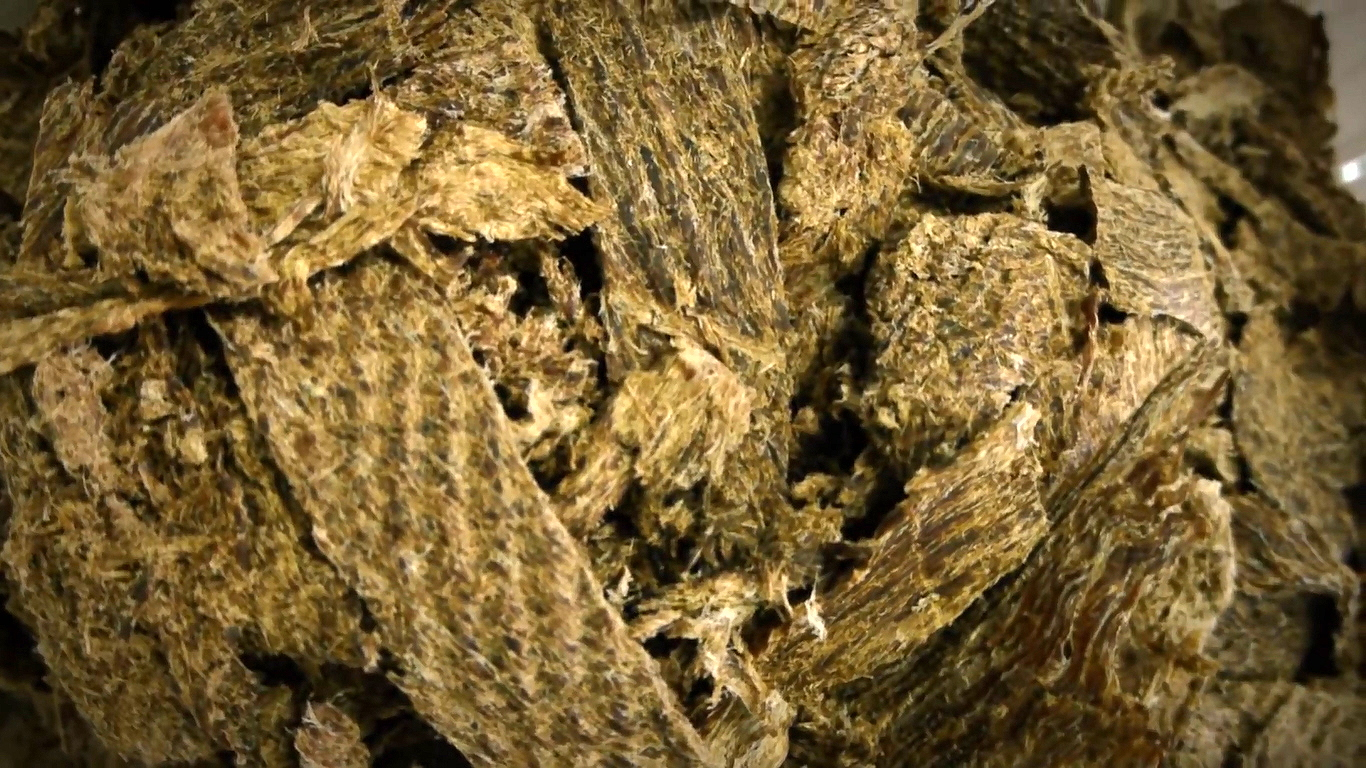
Charqui

- Chipped beef.[15]
- Droëwors.[16]
- Hunter beef.[17]
- Jerky.[18]

- Kawaab
- Kilishi.[19]
- Kuivaliha.[2]
- Laap mei (Xina).[20]
- Lahndi o qadid (Pakistan).[21]
- Mipku.[22]
- Naegelholt.[23]
- Pastirma (Turquia).[24]
- Pemmican.[25]

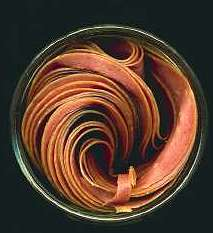
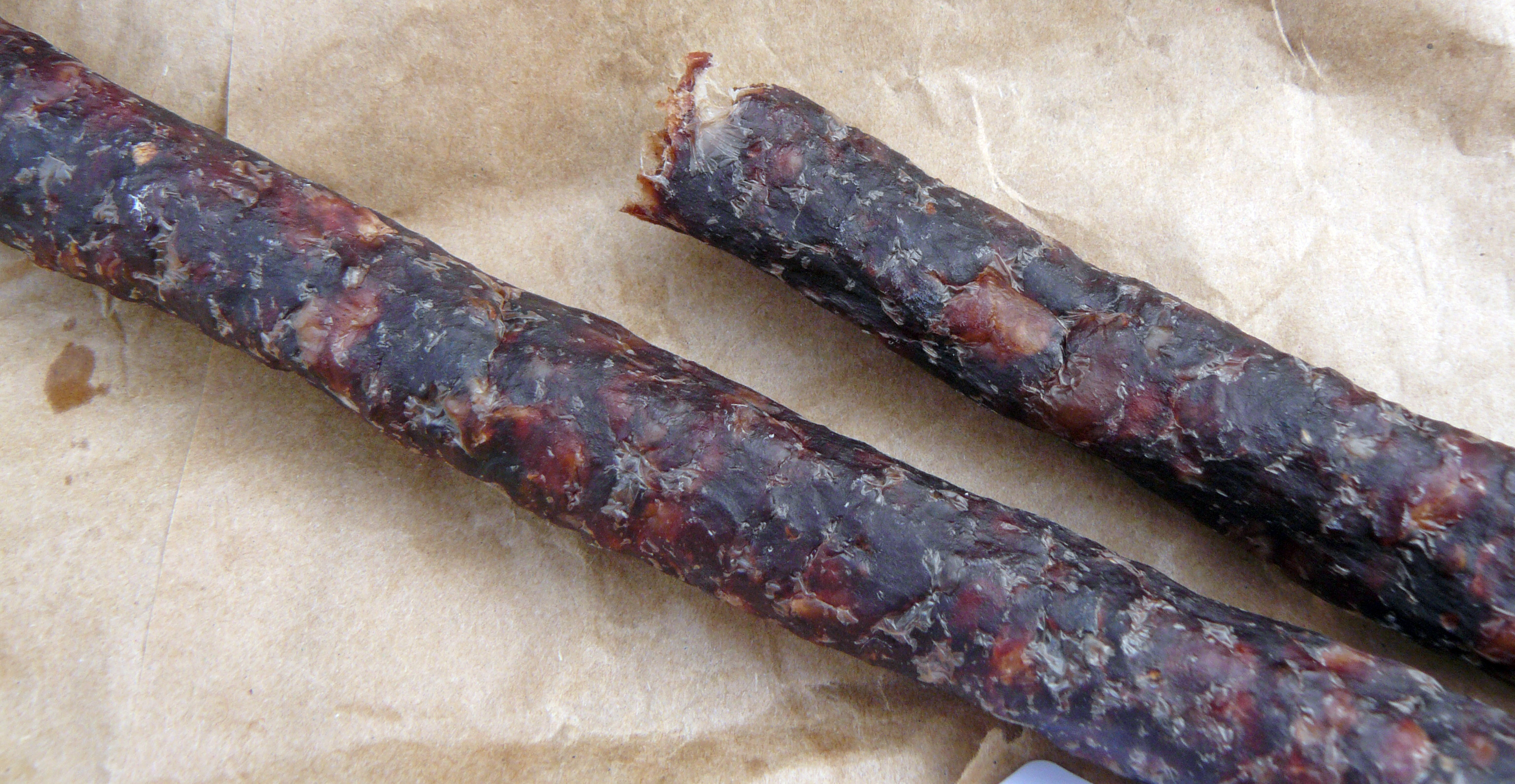
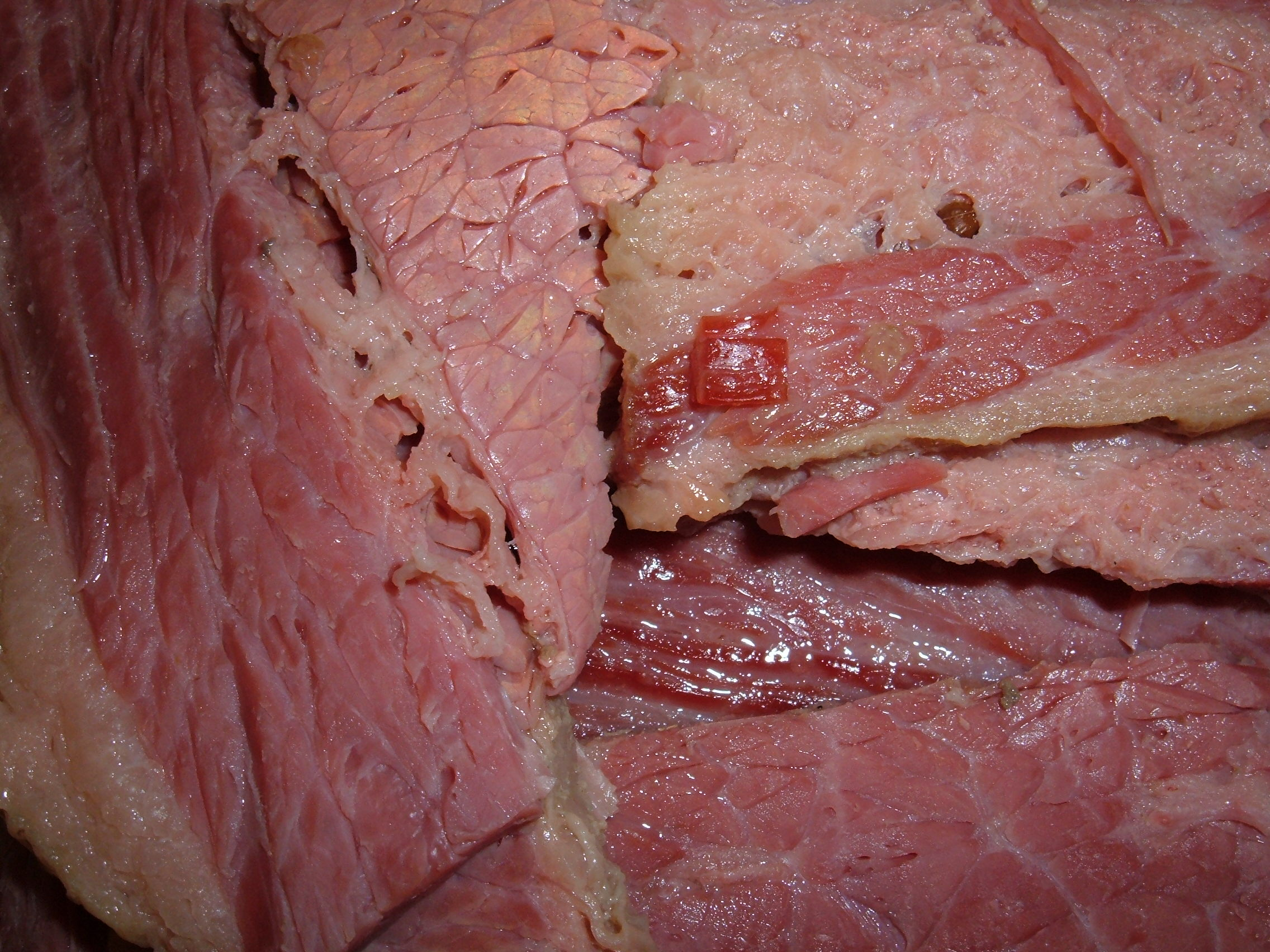
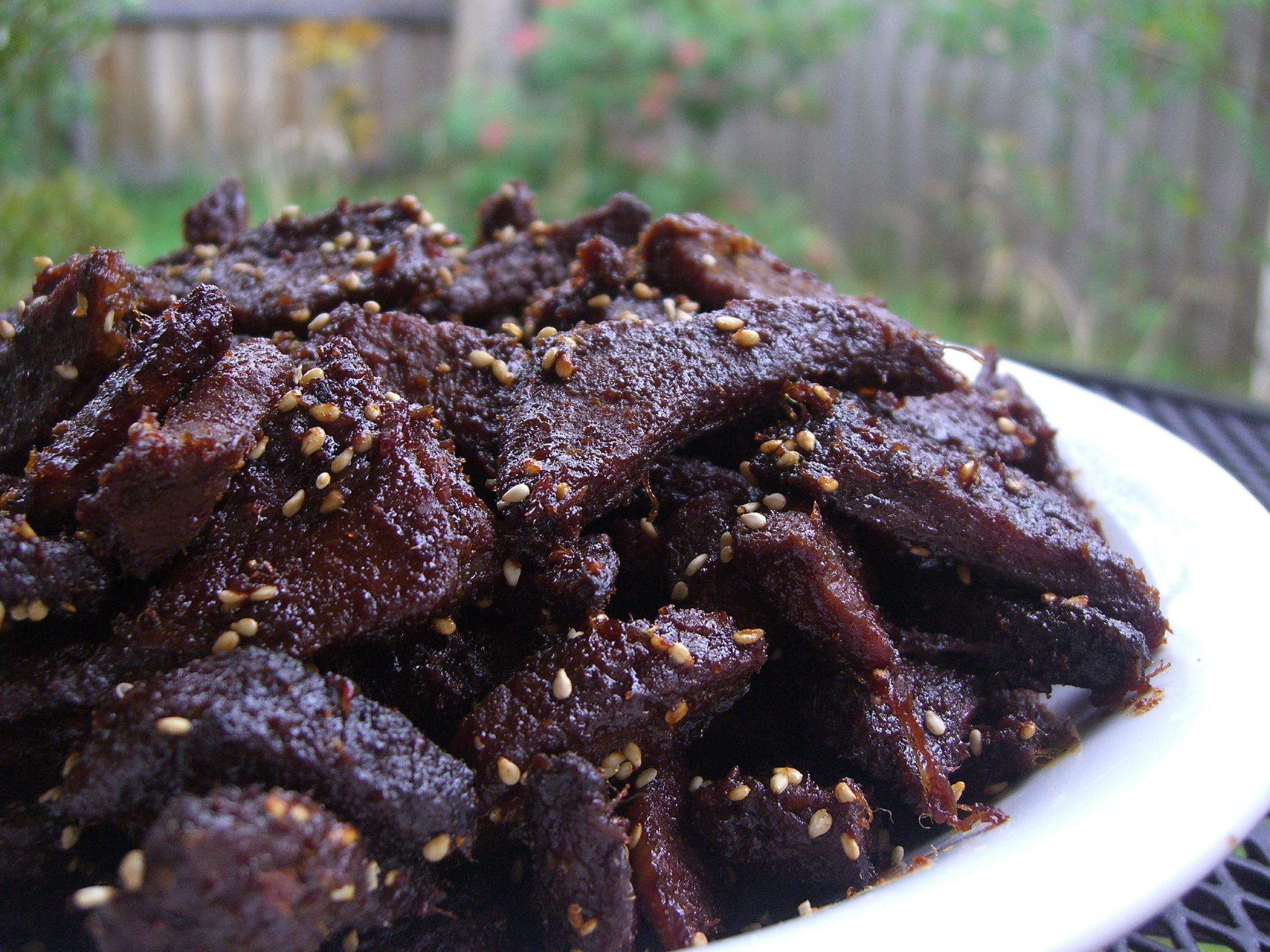

  - El pemmican fou un dels queviures bàsics dels exploradors.[26] Molts llibres d'aventures parlen del pemmican.[27]

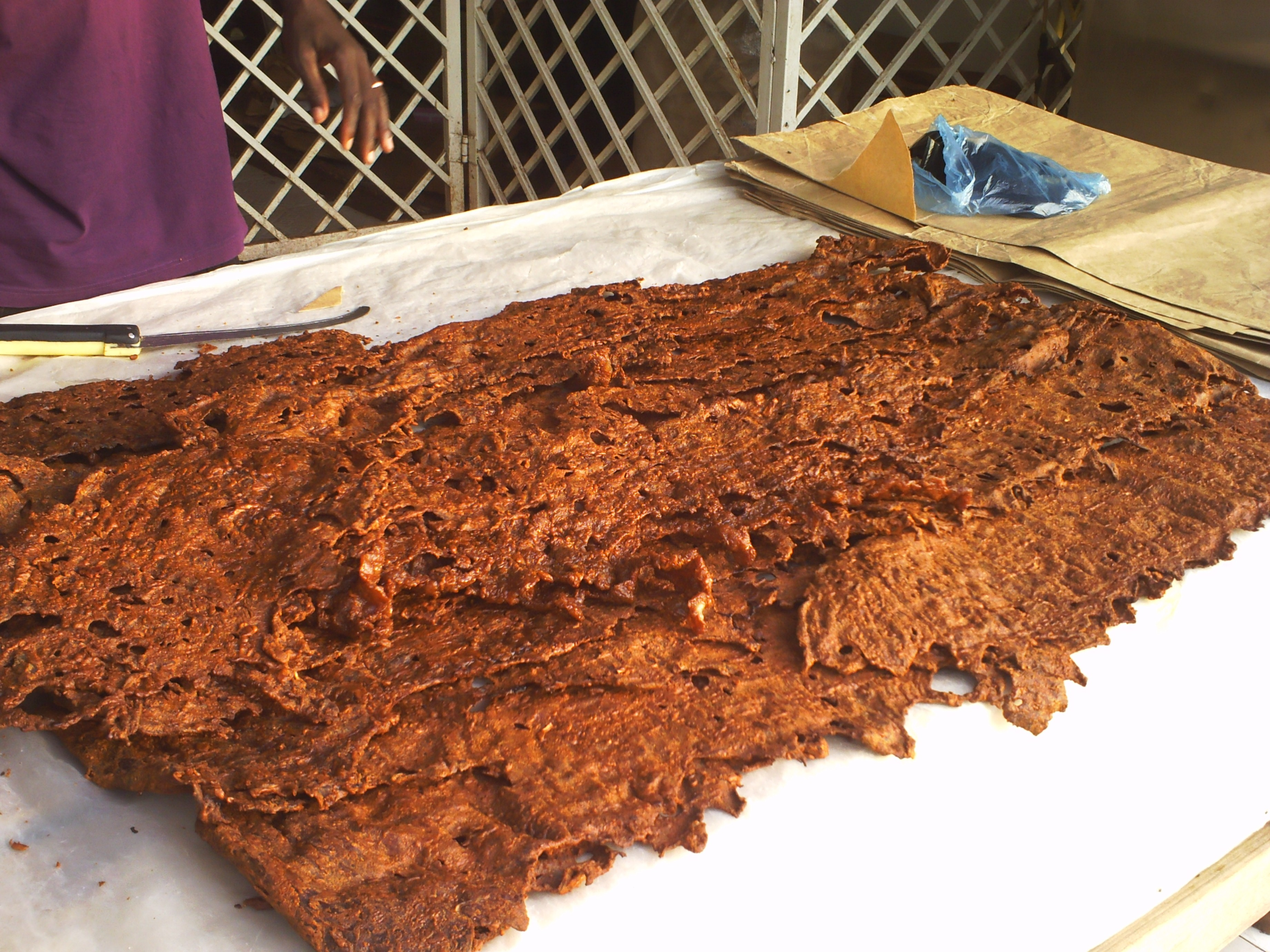
Kilishi
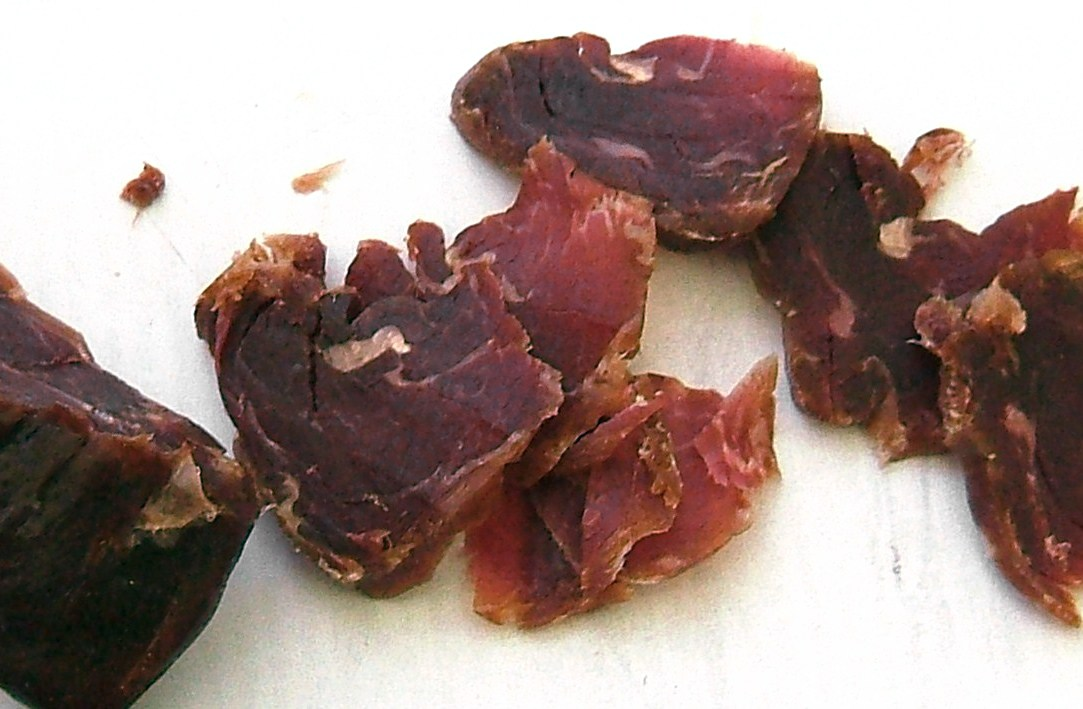
Llenques de kuivaliha
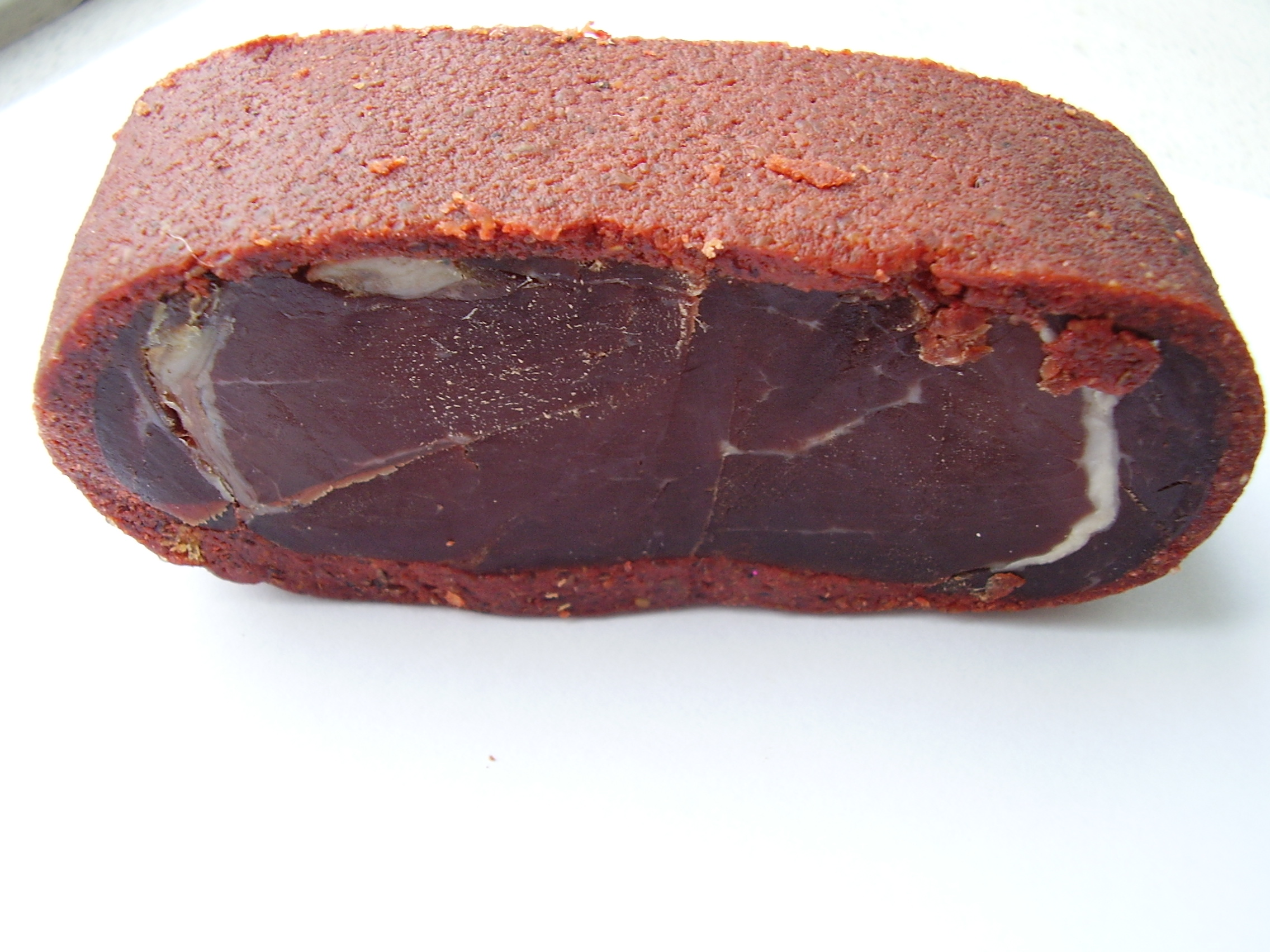
Basturma o pastroma d'Armènia
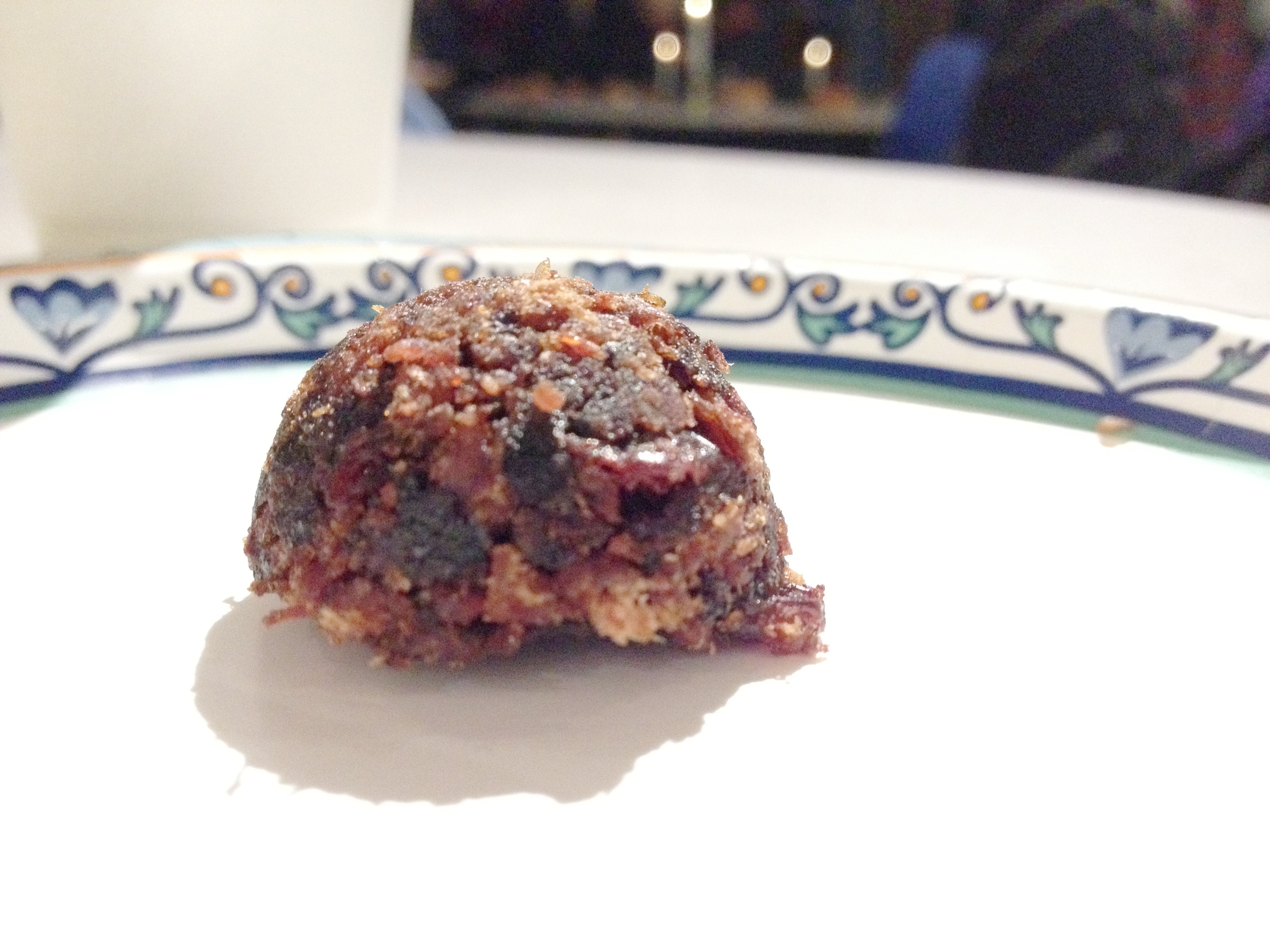
Pilota de pemmican tradicional

- Pindang o tapa.[28]
- Suho meso.[29]
- Sukuti (Nepal).[30]
- Walliser Rohschinken
- Walliser Trockenfleisch
- Walliser Trockenspeck

## Gastronomia

### Ingestió directa
Algunes varietats de carn assecada permeten ser menjades directament, mossegant i mastegant amb més o menys dificultat. Altres variants són tan seques que fan impossible aquest sistema.

### Re-hidratació
Posar en remull, en aigua o altres líquids, una peça de carn seca permet re-hidratar-la, transformant les seves propietats. Si és possible, posant el recipient a la nevera. Algunes varietats permeten aquest sistema, sense oblidar que la millora en la textura pot produir efectes negatius en el sabor de la peça final.

### Receptes
Les diferents versions de carn deshidratada poden cuinar-se de cara a un consum final més fàcil i agradable. Hi ha molta documentació disponible sobre el particular.